# Muckraking
Muckraking (ve volném překladu z angličtiny „kydání hnoje“) je termín označující společensky angažované investigativní reportáže, odhalující politickou korupci, nekalé praktiky velkých korporací, bídné poměry v chudinských čtvrtích atp. Osoba provádějící muckraking se označuje jako muckraker. Později zobecněl a používá se (v americkém prostředí) dosud, ale původně a v literární historii označuje specificky hnutí amerických novinářů na přelomu 19. a 20. století. Nejznámějším zástupcem je Upton Sinclair pro svůj román Džungle (v prvorepublikovém překladu Jatky, v chicagském krajanském nakladatelství dokonce jako Oběti jatečních upírů) z r. 1906 o poměrech na jatkách v Chicagu, dále např. Lincoln Steffens a Ida Tarbellová.
Název muckraking poprvé použil ve svém projevu tehdejší americký prezident Theodore Roosevelt roku 1906 jako citaci z náboženské alegorie Johna Bunyana Poutníkovo putování (z let 1678 a 1684), údajně (ve své době) pravděpodobně nejslavnější knihy po Bibli.